# Kaśka Krośny
Katarzyna Anna "Kaśka" Krośny, född 3 april 1960 i Polen, är en svensk produktionsledare och filmproducent.
Krośny studerade mellan 1984 och 1987 vid Dramatiska institutet. Hon blev 2006 belönad med en guldbagge som producent för filmen Ninas resa.

## Producent i urval
- 1993 - Sökarna
- 1994 - Rapport till himlen
- 2006 - Ninas resa (film)